# Presente (canción de Little Jesus)
«Presente» es una canción grabada por la banda mexicana de indie rock Little Jesus. Fue escrita por el vocalista del grupo, Santiago Casillas y producida por él mismo en los estudios de Sonic Ranch. Se lanzó el 26 de abril de 2023 a través de Nuevos amigos. La canción fue publicada junto a una serie de seis sencillos previos a su cuarto álbum de estudio El show debe continuar —aunque estos no fueron incluidos en dicho disco—.

## Video musical
Un vídeo musical oficial fue lanzado para «Presente», publicado el 26 de abril de 2023 en la plataforma digital YouTube. El videoclip fue dirigido por Emilio Guerrero Alexander y producido por Fuerzas Básicas y Buena Noche. Ha recibido más de 400 mil  reproducciones desde su publicación.

## Lista de canciones

### Descarga digital
| Presente — Sencillo |            |          |  |
| N.º                 | Título     | Duración |  |
| 1.                  | «Presente» | 5:12     |  |